# Адро
Адро (итал. Adro) је насеље у Италији у округу Бреша, региону Ломбардија.
Према процени из 2011. у насељу је живело 5535 становника. Насеље се налази на надморској висини од 246 м.

## Становништво
Према резултатима пописа становништва 2011. у општини је живело 7.114 становника.
| 1936. | 1951. | 1961. | 1971. | 1981. | 1991. | 2001. | 2011. |
| ----- | ----- | ----- | ----- | ----- | ----- | ----- | ----- |
| 4.254 | 4.746 | 5.013 | 5.586 | 5.809 | 5.846 | 6.421 | 7.114 |

## Партнерски градови
- Vezia